# Нансі (округ)
Округ Нансі (фр. Arrondissement de Nancy) — округ у Франції, в департаменті Мерт і Мозель. 2023 року округ об'єднував 196 муніципалітетів, населення становило 427 624 особи.
Адміністративний центр (супрефектура) — Нансі.

## Муніципалітети
Список муніципалітетів округу:
1. Абокур
2. Аженкур
3. Азело
4. Аманс
5. Аммевіль
6. Ар-сюр-Мерт
7. Армокур
8. Арокур
9. Арре-е-Ан
10. Аруе
11. Аттон
12. Аффракур
13. Безомон
14. Бей-сюр-Сей
15. Белло
16. Бельвіль
17. Бенвіль-о-Міруар
18. Бенвіль-сюр-Мадон
19. Бенне
20. Блено-ле-Понт-а-Муссон
21. Бральвіль
22. Братт
23. Брен-сюр-Сей
24. Бузанвіль
25. Буксьєр-о-Шен
26. Буксьєр-о-Дам
27. Буксьєр-су-Фруадмон
28. Бюїссонкур
29. Бюртекур-о-Шен
30. Вандевр-ле-Нансі
31. Вандьєр
32. Варанжевіль
33. Везеліз
34. Велен-су-Аманс
35. Вілле-ан-Е
36. Вілле-ле-Муаврон
37. Вілле-су-Прені
38. Віллер-ле-Нансі
39. Віль-ан-Вермуа
40. Віль-о-Валь
41. Вітерн
42. Вітре
43. Віттонвіль
44. Водвіль
45. Водемон
46. Водіньї
47. Вронкур
48. Вуанемон
49. Говіль
50. Гриппор
51. Грискур
52. Гюньє
53. Домбасль-сюр-Мерт
54. Доммарі-Ельмон
55. Доммартемон
56. Доммартен-су-Аманс
57. Дьєлуар
58. Дьярвіль
59. Еєкур
60. Ельмон
61. Еплі
62. Ербевіль-сюр-Амезюль
63. Ессе-ле-Нансі
64. Етреваль
65. Жандленкур
66. Жарвіль-ла-Мальгранж
67. Жевонкур
68. Жезенвіль
69. Жезонкур
70. Желленонкур
71. Жербекур-е-Аплемон
72. Жермонвіль
73. Кевіллонкур
74. Клемері
75. Клере-сюр-Бренон
76. Крантенуа
77. Кревік
78. Ксеє
79. Ксірокур
80. Куайвіль
81. Кюстін
82. Лаїтр-су-Аманс
83. Лаксу
84. Лалеф
85. Ландремон
86. Ланеввіль-деван-Байон
87. Ланеввіль-деван-Нансі
88. Ланевлотт
89. Ланфруакур
90. Ле-Сен-Кристоф
91. Лебевіль
92. Лейр
93. Леменвіль
94. Леменій-Мітрі
95. Леменій
96. Ленонкур
97. Летрикур
98. Ліверден
99. Луазі
100. Людр
101. Люкур
102. Мазерюль
103. Маї-сюр-Сей
104. Максевіль
105. Мальзевіль
106. Мальлуа
107. Мангонвіль
108. Манонкур-ан-Вермуа
109. Марбаш
110. Марон
111. Мартемон
112. Мартенкур
113. Медьєр
114. Мезьєр
115. Меревіль
116. Мессен
117. Мільрі
118. Монсель-сюр-Сей
119. Монтенуа
120. Монтовіль
121. Морвіль-сюр-Сей
122. Муаврон
123. Муссон
124. Нансі
125. Нев-Мезон
126. Невіль-сюр-Мозель
127. Номені
128. Норруа-ле-Понт-а-Муссон
129. Омельмон
130. Оньєвіль
131. Орм-е-Віль
132. Отре
133. Отревіль-сюр-Мозель
134. Паньї-сюр-Мозель
135. Паре-Сен-Сезер
136. П'єррвіль
137. Помпе
138. Пон-Сен-Венсан
139. Понт-а-Муссон
140. Пор-сюр-Сей
141. Пре
142. Пюлліньї
143. Пюльнуа
144. Ремеревіль
145. Ришарменій
146. Ровіль-деван-Байон
147. Рожевіль
148. Розьєр-ан-Е
149. Розьєр-о-Салін
150. Рокур
151. Рув
152. Саксон-Сьйон
153. Саффе
154. Сезре
155. Сексе-о-Форж
156. Сен-Макс
157. Сен-Нікола-де-Пор
158. Сен-Ремімон
159. Сен-Фірмен
160. Сент-Женев'єв
161. Сентре
162. Сервіль
163. Сешам
164. Сіврі
165. Соксюр-ле-Нансі
166. Соммервіль
167. Сорневіль
168. Тантонвіль
169. Те-су-Водмон
170. Тезе-Сен-Мартен
171. Тело
172. Томблен
173. Тоннуа
174. Торе-Ліоте
175. Удельмон
176. Удемон
177. Удревіль
178. Уссевіль
179. Феррієр
180. Флавіньї-сюр-Мозель
181. Флевіль-деван-Нансі
182. Флен
183. Фо
184. Форсель-Сен-Горгон
185. Форсель-су-Гюньє
186. Френ-ан-Сентуа
187. Фролуа
188. Фруар
189. Шавіньї
190. Шаліньї
191. Шампе-сюр-Мозель
192. Шампену
193. Шампіньєль
194. Шаує
195. Шенікур
196. Юдівіль